# Hadamar
Hadamar este un oraș din landul Hessa, Germania.